# Callionima bréthesis
Callionima bréthesis är en fjärilsart som beskrevs av Köhler 1924. Callionima bréthesis ingår i släktet Callionima och familjen svärmare. Inga underarter finns listade i Catalogue of Life.